# Mamerc (fill de Numa Pompili)
Mamerc (en llatí Mamercus, en grec antic Μάμερκος) va ser, segons una tradició, un dels fills del rei Numa Pompili que va portar aquest nom en record de Mamerc, fill de Pitàgores. Una altra llegenda diu que Mamerc era fill de Mart i de Rea Sílvia.
Sext Pompeu Fest diu que Mamerc era un praenomen entre els oscs, que anomenaven Mamers al déu Mart. Però sembla que Marcius o Mamercus era el nom comú dels endevins indígenes i dels fundadors de noves formes de culte religiós.